# NGC 2942
NGC 2942 est une galaxie spirale située dans la constellation du Petit Lion. NGC 2942 a été découverte par l'astronome britannique John Herschel en 1828.

## Caractéristiques
Sa vitesse par rapport au fond diffus cosmologique est de 4 679 ± 18 km/s, ce qui correspond à une distance de Hubble de 69,0 ± 4,8 Mpc (∼225 millions d'al).
À ce jour, 11 mesures non basées sur le décalage vers le rouge (redshift) donnent une distance de 40,664 ± 14,883 Mpc (∼133 millions d'al), ce qui est à l'extérieur des valeurs de la distance de Hubble. Notons cependant que c'est avec la valeur moyenne des mesures indépendantes, lorsqu'elles existent, que la base de données NASA/IPAC calcule le diamètre d'une galaxie et qu'en conséquence le diamètre de NGC 2942 pourrait être d'environ 44,9 kpc (∼146 000 al) si on utilisait la distance de Hubble pour le calculer.
La classe de luminosité de NGC 2942 est III et elle présente une large raie HI.